# 昌都专区
昌都专区，西藏自治区旧专区。

## 历史
1956年4月，成立西藏自治区筹备委员会；省级昌都地区划其管辖，成为昌都专区。
1964年林芝专区所属波密县（驻扎木）划入昌都专区,辖13县,。
1970年，撤消昌都专区，设置昌都地区。